# Ифиноја
Ифиноја је у грчкој митологији било име више личности.

## Митологија
- Према Аполодору, кћерка Прета и Стенебеје.[1] Заједно са својим сестрама, Претидама, увредила је богињу Херу и она их је казнила лудилом (или је то учинио Дионис). Према једној причи, њихов отац је позвао Мелампода да их излечи. Он је пристао, али тек када је њему и његовом брату Бијанту обећана по трећина земље. Са групом младића је прогонио помахнитале жене све до Сикиона. Тамо или у Лисима их је очистио, али је Ифиноја умрла од умора.[2]
- Метионова супруга и Дедалова мајка.[1]
- Према Паусанији, кћерка Ниса и Беоћанке Хаброте и Мегарејева супруга. Са њим је имала децу Евипа, Тималка и Евехму.[1][3]
- Алкатојева кћерка, која је умрла као девица. Девојке из Мегаре су јој пред удају давале жртве и посвећивале прамен своје косе.[1] Мајка јој је била Пирго или Евехма.[4]
- Једна од Лемњанки, која је пожелела добродошлицу Аргонаутима када су дошли у њен град, јер је била гласница краљице Хипсипиле.[5]

## Биологија
Латинско име ове личности (Iphinoe) је назив рода у оквиру групе ракова.